# Cryphia omalosi
Cryphia omalosi is een vlinder uit de familie uilen (Noctuidae). De wetenschappelijke naam is voor het eerst geldig gepubliceerd in 1998 door Svendsen & Fibiger.
De soort komt voor in Europa.